# Lijst van voetbalinterlands Angola - Lesotho
Deze lijst van voetbalinterlands is een overzicht van alle officiële voetbalwedstrijden tussen de nationale teams van de Angola en Lesotho. De landen hebben tot op heden vijftien keer tegen elkaar gespeeld. De eerste ontmoeting was een wedstrijd op 10 maart 1990 tijdens een vriendschappelijk toernooi in Maputo (Mozambique). Het laatste duel, een groepswedstrijd tijdens de COSAFA Cup 2025, werd gespeeld in Bloemfontein (Zuid-Afrika) op 8 juni 2025.

## Wedstrijden
| №  | Plaats         | Datum            | Competitie                                        | Wedstrijd        | Uitslag |
| -- | -------------- | ---------------- | ------------------------------------------------- | ---------------- | ------- |
| 1  | Maputo         | 10 maart 1990    | Vriendschappelijk                                 | Lesotho − Angola | 1 − 3   |
| 2  | Maseru         | 4 juli 1999      | COSAFA Cup 1999                                   | Lesotho − Angola | 0 − 1   |
| 3  | Maseru         | 23 juli 2000     | COSAFA Cup 2000                                   | Lesotho − Angola | 2 − 1   |
| 4  | Manzini        | 7 januari 2001   | Vriendschappelijk                                 | Angola − Lesotho | 2 − 0   |
| 5  | Maseru         | 30 april 2006    | COSAFA Cup 2006                                   | Lesotho − Angola | 1 − 3   |
| 6  | Gaborone       | 28 juli 2007     | COSAFA Cup 2007                                   | Angola − Lesotho | 2 − 0   |
| 7  | Kitwe          | 14 juli 2013     | COSAFA Cup 2013                                   | Angola − Lesotho | 1 − 1   |
| 8  | Maseru         | 10 oktober 2014  | Afrika Cup 2015 kwalificatie                      | Lesotho − Angola | 0 − 0   |
| 9  | Luanda         | 15 oktober 2014  | Afrika Cup 2015 kwalificatie                      | Angola − Lesotho | 4 − 0   |
| 10 | Windhoek       | 14 juni 2016     | COSAFA Cup 2016                                   | Angola − Lesotho | 0 − 2   |
| 11 | Durban         | 12 juli 2023     | COSAFA Cup 2023                                   | Angola − Lesotho | 4 − 2   |
| 12 | Port Elizabeth | 3 juli 2024      | COSAFA Cup 2024                                   | Lesotho − Angola | 1 − 3   |
| 13 | Durban         | 21 december 2024 | African Championship of Nations 2024 kwalificatie | Lesotho − Angola | 0 − 2   |
| 14 | Luanda         | 28 december 2024 | African Championship of Nations 2024 kwalificatie | Angola − Lesotho | 0 − 1   |
| 15 | Bloemfontein   | 8 juni 2025      | COSAFA Cup 2025                                   | Angola − Lesotho | 4 − 0   |

## Samenvatting
| Competitie                                   | Totaal gespeeld | Winst Angola | Gelijk | Winst Lesotho | Doelsaldo Angola – Lesotho |
| -------------------------------------------- | --------------- | ------------ | ------ | ------------- | -------------------------- |
| Afrika Cup-kwalificatie                      | 2               | 1            | 1      | 0             | 4 − 0                      |
| African Championship of Nations-kwalificatie | 2               | 1            | 0      | 1             | 2 − 1                      |
| COSAFA Cup                                   | 9               | 6            | 1      | 2             | 19 − 9                     |
| Vriendschappelijk                            | 2               | 2            | 0      | 0             | 5 − 1                      |
| Totaal                                       | 15              | 10           | 2      | 3             | 30 − 11                    |

Wedstrijden bepaald door strafschoppen worden, in lijn met de FIFA, als een gelijkspel gerekend.
FAF · A-internationals · Bondscoaches · Statistieken · Angolees vrouwenelftal · Olympisch elftal · Angola U21 · Angola U20 · Angola U19 · Angola U18 · Angola U17
1980 – 1989 · 
1990 – 1999 · 
2000 – 2009 · 
2010 – 2019 ·
2020 − 2029
WK 2006
1977 · 
1978 · 1979 · 
1980 · 
1981 · 
1982 · 
1983 · 
1984 · 
1985 · 
1986 · 
1987 · 
1988 · 
1989 · 
1990 · 
1991 · 
1992 · 
1993 · 
1994 · 
1995 · 
1996 · 
1997 · 
1998 · 
1999 · 
2000 · 
2001 · 
2002 · 
2003 · 
2004 · 
2005 · 
2006 · 
2007 · 
2008 · 
2009 · 
2010 · 
2011 · 
2012 · 
2013 · 
2014 ·
2015 ·
2016 ·
2017 ·
2018 ·
2019 ·
2020 ·
2021 ·
2022 ·
2023 ·
2024
Algerije ·
Argentinië ·
Bahrein ·
Benin ·
Botswana ·
Burkina Faso ·
Burundi ·
Centraal-Afrikaanse Republiek ·
Comoren ·
Congo-Brazzaville ·
Congo-Kinshasa ·
Cuba ·
Egypte ·
Equatoriaal-Guinea ·
Eritrea ·
Estland ·
Ethiopië ·
Gabon ·
Gambia ·
Ghana ·
Guinee ·
Guinee-Bissau ·
Iran ·
Ivoorkust ·
Japan ·
Kaapverdië ·
Kameroen ·
Kenia ·
Lesotho ·
Letland ·
Liberia ·
Libië ·
Madagaskar ·
Malawi ·
Mali ·
Malta ·
Marokko ·
Mauritanië ·
Mauritius ·
Mexico ·
Mozambique ·
Namibië ·
Niger ·
Nigeria ·
Noord-Macedonië ·
Oeganda ·
Portugal ·
Rwanda ·
Sao Tomé en Principe ·
Saoedi-Arabië ·
Senegal ·
Seychellen ·
Sierra Leone ·
Soedan ·
Swaziland ·
Tanzania ·
Togo ·
Tsjaad ·
Tunesië ·
Turkije ·
Uruguay ·
Venezuela ·
Verenigde Arabische Emiraten ·
Zaïre ·
Zambia ·
Zimbabwe ·
Zuid-Afrika ·
Zuid-Korea
Iran (2006) ·
Mexico (2006) ·
Portugal (2006)
LFA · 
Lesothaans vrouwenelftal
Interlands
Tegenstander:
Algerije ·
Angola ·
Benin ·
Botswana ·
Burkina Faso ·
Burundi ·
Centraal-Afrikaanse Republiek ·
Comoren ·
Congo-Kinshasa ·
Ethiopië ·
Gabon ·
Gambia ·
Ghana ·
Guinee ·
Ivoorkust ·
Kaapverdië ·
Kameroen ·
Kenia ·
Laos ·
Liberia ·
Libië ·
Madagaskar ·
Malawi ·
Maleisië ·
Marokko ·
Mauritanië ·
Mauritius ·
Mozambique ·
Myanmar ·
Namibië ·
Niger ·
Nigeria ·
Oeganda ·
Rwanda ·
Sao Tomé en Principe ·
Senegal ·
Seychellen ·
Sierra Leone ·
Soedan ·
Swaziland ·
Tanzania ·
Togo ·
Zambia ·
Zimbabwe ·
Zuid-Afrika